# Крайгорці
Крайго́рці (болг. Крайгорци) — село в Шуменській області Болгарії. Входить до складу общини Вирбиця.

## Населення
За даними перепису населення 2011 року у селі проживали 206 осіб, усі — турки.
Розподіл населення за віком у 2011 році:
Динаміка населення: